# G♭ (音名)
G♭(G-flat)是F的一個半音之上，G的一個半音之下。因此，G♭與F♯異名同音。G♭在法語裏是第七個唱名，稱為fá dièse。
在十二平均律中，如果中央C之上的A的頻率是440Hz，那G♭4(中央C之上的G♭的頻率就是大約370 Hz。(參見音高)

## 十二律
G♭ 在十二律中对应蕤宾。